# John Paul Jones (ammiraglio)
John Paul, più noto come John Paul Jones, nome che adottò in ricordo del fratello (Kirkcudbright, 6 luglio 1747 – Parigi, 18 luglio 1792), è stato un corsaro e ammiraglio statunitense, di origini scozzesi, considerato il padre della marina americana.
Anche se fu in grado di attirarsi le ire di molte personalità dell'élite politica americana, le sue azioni nelle acque inglesi durante la rivoluzione gli valsero un profondo sentimento di ammirazione popolare tutt'oggi molto persistente negli Stati Uniti. Negli ultimi anni della sua vita prestò servizio nella Marina imperiale russa.
Durante lo scontro con la HMS Serapis, secondo la leggenda riportata dal suo primo luogotenente, Jones di fronte alla richiesta di resa da parte del capitano avversario rispose: "Ma non ho ancora incominciato a combattere!".

## Biografia

### I primi anni e gli studi
Jones nacque John Paul (aggiunse il "Jones" successivamente) nella casa di famiglia a Arbigland presso Kirkbean nello Stuardato di Kirkcudbright sulla costa sud-orientale della Scozia. Suo padre, John Paul (Sr.), era giardiniere a Arbigland, e sua madre aveva per nome Jean Duff. I suoi genitori si erano sposati il 29 novembre 1733 nella New Abbey di Kirkcudbright. John Paul iniziò la sua carriera marittima all'età di 13 anni, viaggiando da Whitehaven verso la contea inglese del Cumberland, come apprendista a bordo della nave Friendship al comando del capitano Benson. Il fratello maggiore di Paul, William Paul, si era nel frattempo sposato e si era stabilito a Fredericksburg, in Virginia, destinazione di molti viaggi di gioventù di Paul.
Per molti anni John viaggiò a bordo di diverse navi mercantili inglesi e navi schiaviste, tra cui la King George nel 1764 come terzo ufficiale, e sulla Two Friends come primo ufficiale nel 1766. Dopo un breve periodo che lo vide impegnato nel commercio diretto, egli iniziò ad essere disgustato dal commercio degli schiavi e nel 1768 abbandonò la sua prestigiosa posizione sulla Two Friends quando questa approdò in Giamaica. Qui egli trovò un passaggio alla volta della Scozia ed ottenne nuove posizioni.
Durante il suo successivo viaggio a bordo del brigantino John, che salpò dal porto locale nel 1768, la carriera del giovane John Paul venne improvvisamente ad avanzarsi quando sia il capitano che il sottufficiale di prima morirono improvvisamente di febbre gialla. John prese quindi temporaneamente il comando della nave e riuscì a portarla al primo porto sicuro disponibile e, come ricompensa per la propria azione, i proprietari scozzesi della barca lo nominarono capitano, concedendogli i diritti sul 10% del carico. Egli guidò dunque due viaggi nelle Indie orientali prima di iniziare ad avere delle difficoltà.
Durante il suo secondo viaggio nel 1770, John Paul diede ordine di flagellare uno dei suoi marinai, portandogli accuse relative alla sua disciplina a bordo giudicata "inutilmente crudele". La sua reputazione venne definitivamente affossata quando il marinaio morì alcune settimane più tardi. John Paul venne arrestato per il suo coinvolgimento nella morte dell'uomo ed imprigionato nella prigione di Kirkcudbright ma poi rilasciato dietro pagamento.
Lasciando la Scozia, John Paul ottenne il comando di un vascello registrato a Londra, un West Indiaman con 22 cannoni nominato Betsy, viaggiando per circa 18 mesi, portando avanti speculazioni commerciali a Tobago. Questo periodo pacifico, ad ogni modo, si concluse quando John uccise con la propria spada un membro della sua ciurma, Blackton, un ammutinato. Anni dopo, in una lettera a Benjamin Franklin, John descrisse questo incidente giustificandosi come "legittima difesa" ma per evitare la corte marziale venne obbligato a trasferirsi dal fratello a Fredericksburg, oltreoceano, lasciandosi la sua fortuna alle spalle.
Intenzionato a sostenere gli affari intrapresi dal fratello a Fredericksburg, quando John giunse in America, William Paul era morto senza eredi ed egli decise in sua memoria di aggiungersi il cognome Jones.
I possedimenti del fratello in America gli vennero confermati per parentela come eredità ed egli iniziò ad avvicinarsi al barone olandese Joan Derk van der Capellen tot den Pol che supportò attivamente l'indipendenza statunitense a sfavore dell'Inghilterra.

### La carriera

#### Gli Stati Uniti
Ciò per cui John Paul Jones divenne particolarmente noto è la sua partecipazione accorata alla Guerra d'indipendenza americana all'interno della marina militare statunitense. La conoscenza delle sue vicende personale nei primi anni del suo coinvolgimento nella marina americana non sono chiare e pertanto non si sa se questa adesione fosse dovuta più al suo spirito rivoluzionario che alle sue piantagioni che non si sviluppavano come preventivato.
Ciò che è chiaramente risaputo è che Jones lasciò le terre del fratello per raggiungere Filadelfia per aderire come volontario al servizio nella nuova Continental Navy, precursore dell'attuale United States Navy. Durante quel periodo, attorno al 1775, la marina ed i marine vennero fondati quasi in contemporanea, e vi era grande richiesta di uomini che avessero esperienza sul mare per ricoprire il ruolo di capitani ed ufficiali. Se non fosse stato per Richard Henry Lee che conosceva le sue abilità sul mare, Jones sarebbe rimasto uno dei tanti volontari sconosciuti. Con l'aiuto di alcuni membri influenti del Congresso continentale, quindi, Jones venne nominato primo luogotenente della fregata a 24 cannoni Alfred nell'ambito della Continental Navy dal 7 dicembre 1775.

### Il comando durante le guerre rivoluzionarie

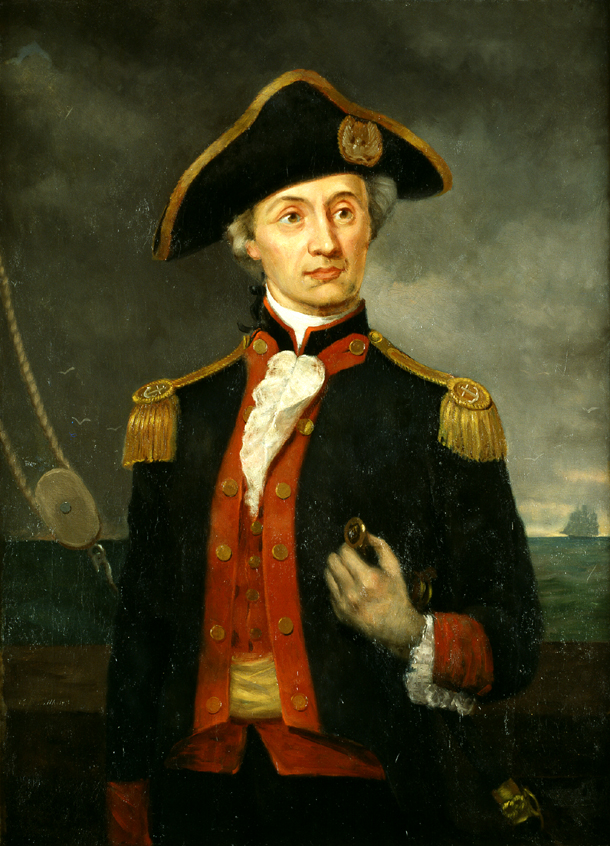
Il capitano John Paul Jones in un ritratto postumo ad opera di George Bagby Matthews.

#### Primi comandi
Jones salpò dal fiume Delaware nel febbraio del 1776 a bordo della Alfred. Fu a bordo di questo vascello che Jones ebbe l'onore di issare la prima bandiera degli Stati Uniti su una nave americana (Jones issò la Grand Union Flag, non la successiva e più familiare bandiera degli Stati Uniti d'America). La flotta, che doveva compiere un giro d'ispezione lungo la costa, ottenne invece l'ordine dal commodoro Esek Hopkins di salpare alla volta delle Bahamas, dove Nassau venne razziata per ottenere rifornimenti militari. Durante il viaggio di ritorno la flotta ebbe uno scontro sfortunato con un piccolo gruppo di navi inglesi. Jones ottenne quindi la nomina a comandante dello sloop Providence. Il Congresso aveva recentemente deliberato la costruzione di tredici fregate per la marina statunitense, una delle quali passò al comando di Jones. In cambio del suo prestigioso comando, Jones accettò la sua commissione a bordo del piccolo Providence. Durante un viaggio di sei settimane che seguì il fatto, Jones catturò sedici barche inglesi ed inflisse danni significativi alle coste della Nuova Scozia. Il successivo comando di Jones fu, ancora una volta per volontà del commodoro Hopkins, di liberare le centinaia di prigionieri americani forzati a lavorare nelle miniere di carbone nella Nuova Scozia. Il 1º novembre 1776, Jones riprese il comando della Alfred per portare a termine la sua missione. Malgrado le condizioni rigide di quell'inverno impedissero la liberazione dei prigionieri, la missione portò alla cattura del vascello inglese Mellish, zeppo di vestiti invernali e provviste destinate alle truppe del generale John Burgoyne in Canada.

#### Il comando delRanger
Malgrado i suoi successi sul mare, all'arrivo a Boston il 16 dicembre 1776, nuovamente Jones si scontrò con le autorità. Mentre si trovava al porto, Jones iniziò a discutere animatamente col commodoro Hopkins, che Jones credeva stesse tentando di ostacolare i suoi successi screditandolo. Come risultato di questa ed altre frustrazioni, Jones venne assegnato a comandi minori, conducendo la nuova USS Ranger dal 14 giugno 1777 (lo stesso giorno nel quale venne adottata la nuova bandiera statunitense a stelle e strisce).
Dopo aver eseguito i preparativi necessari, Jones salpò alla volta della Francia il 1º novembre 1777 con l'ordine di assistere la causa americana ove possibile. I commissari americani in Francia, Benjamin Franklin, John Adams e Arthur Lee, ascoltarono le raccomandazioni strategiche di Jones. Essi gli assicurarono il comando della nave L'Indien, un nuovo vascello fatto costruire dal governo statunitense ad Amsterdam. L'Inghilterra, ad ogni modo, fu in grado di tenere lontano L'Indien dalle mani degli americani esercitando pressioni tali da costringerne la vendita alla Francia (che non era alleata con l'America). Jones venne lasciato quindi senza comando e tornò a Boston ove rimase sino alla fine del 1777. Fu in questo periodo che Jones sviluppò una grande amicizia con Benjamin Franklin, che egli ammirava particolarmente. Nel 1778 Jones venne accettato, sempre assieme a Franklin, nella loggia massonica "Les Neuf Sœurs".
Il 6 febbraio 1778, la Francia siglò un trattato di alleanza con gli Stati Uniti, riconoscendo formalmente l'indipendenza della nuova repubblica americana. Otto giorni più tardi, il capitano Jones a bordo del Ranger divenne il primo vascello americano ad entrare nelle acque francesi, ottenendo il saluto della flotta francese con nove colpi di cannone sparati dalla nave ammiraglia del capitano Toussaint-Guillaume Picquet de la Motte. Jones scrisse a tal proposito: "Ho accettato quest'offerta più che altro per il riconoscimento della nostra indipendenza e della nostra nazione".
Infine, il 10 aprile 1778, Jones salpò dal porto di Brest in Francia verso le coste occidentali della Gran Bretagna.

#### IlRangerattacca gli inglesi

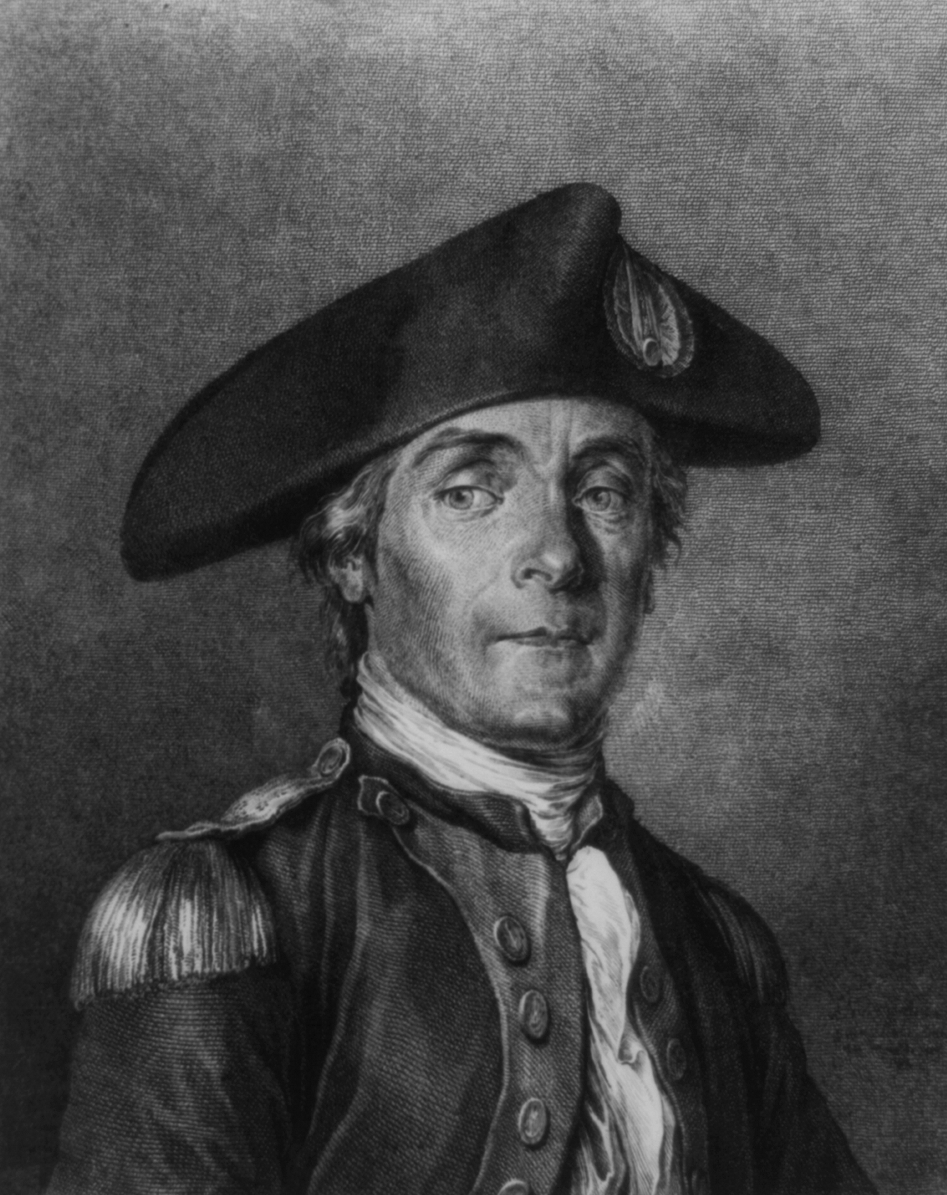
John Paul Jones in un ritratto di Moreau le Jeune, 1780

Dopo alcuni piccoli successi contro navi mercantili inglesi nel Mare d'Irlanda, il 17 aprile 1778 Jones persuase la sua ciurma a partecipare ad un assalto a Whitehaven, villaggio dal quale era iniziata la sua carriera marittima. Jones descriverà poi le poche qualità dei suoi ufficiali più anziani: "Il loro obiettivo, mi dicono, non è ottenere onore. Sono poveri: invece di incoraggiare il morale della ciurma, la incitano alla disobbedienza; li persuadono a ritenere di poter giudicare se una mossa propostagli sia giusta o sbagliata." Venti contrari fecero abbandonare a Jones l'impresa ed il Ranger si spostò alla volta dell'Irlanda, causando altri problemi alle imbarcazioni inglesi durante il viaggio.
Il 20 aprile 1778, Jones seppe da marinai catturati della Royal Navy che la Man-of-war HMS Drake era ancorata a Carrickfergus, in Irlanda. Secondo il diario del medico della Ranger la prima intenzione di Jones era quella di attaccare il vascello alle prime luci dell'alba, ma i marinai non erano "intenzionati a prendere parte all'impresa". Per questo motivo l'attacco ebbe luogo solo poco dopo la mezzanotte, ma nell'oscurità (o perché, come Jones stesso ricorderà nelle sue memorie, l'uomo era ubriaco) l'ufficiale responsabile dell'ancoraggio del Ranger nei pressi della Drake perse tempo, e Jones venne costretto a tagliare la propria ancora ed a darsi alla fuga.
I venti spinsero ancora una volta il Ranger nel Mare d'Irlanda ove tentò ancora una volta di razziare il villaggio di Whitehaven. Jones guidò l'assalto con due navi da quindici uomini ciascuna il 23 aprile 1778, appena dopo mezzanotte, con l'intento di incendiare tutte le navi ancorate nel porto (circa 300 vascelli), che erano la forza dell'intera flotta mercantile diretta verso le miniere di carbone americane. La speranza era anche quella di riuscire a terrorizzare gli abitanti appiccando incendi qua e là. Ancora una volta l'azione venne rallentata da venti contrari e le difese del porto erano maggiori di quanto preventivato. Jones ripiegò dunque per una razzia nelle case locali, ma la tentazione dei suoi uomini di soffermarsi a rubare dei barili di vino portò ad ulteriori ritardi nelle azioni. Pertanto si riuscì ad appiccare fuoco ad una sola nave, la Thompson, con la speranza che poi le fiamme avrebbero intaccato anche i vascelli adiacenti, tutti posti a distanze ravvicinate. Gli abitanti, allertati nella notte dai primi rumori, si portarono nelle strade e riuscirono a spegnere l'incendio alla nave costringendo gli americani alla fuga.
Attraversando l'estuario del Solway da Whitehaven alla Scozia, Jones cercò di ottenere un riscatto dal rapimento del conte di Selkirk, che viveva nell'isola di St Mary presso Kirkcudbright, scambiandolo con dei marinai americani prigionieri degli inglesi. Quando Jones scoprì che il conte non si trovava nella sua residenza, fece sfogare i propri uomini nel saccheggio di quanto potevano prendere. Personalmente, Jones asportò dalla residenza del conte di Selkirk alcuni piatti in argento con lo stemma della famiglia che poi rivendette per proprio profitto in Francia e che poi vennero restituiti al conte dopo la fine della guerra.
Sebbene questi successi bastassero sommariamente ad appagare la sete di ricchezze dei suoi uomini, Jones capì che gli attacchi all'isola di St Mary e di Whitehaven non avevano portato a grandi risultati. Inoltre, Jones ed il suo secondo luogotenente Thomas Simpson, continuavano ad agire difatti come se fossero su una nave privata e non su una nave da guerra della marina statunitense.

#### Il ritorno in Francia
Ad ogni modo Jones portò il Ranger di nuovo nel Mare d'Irlanda, sperando di tentare un nuovo attacco al Drake, che ancora era ancorato a Carrickfergus. Questa volta, nel tardo pomeriggio del 24 aprile 1778, le due navi, eguali nell'armamento, iniziarono un combattimento vero e proprio. Dopo un'ora di cannoneggiamenti, il Drake venne catturato ed il suo comando venne affidato al luogotenente Simpson che tornò a Brest, in Francia. Le due navi si separarono durante il loro viaggio di ritorno, ma vi furono scontri tra Simpson e Jones ed il primo venne portato alla corte marziale dal secondo.
In parte per via dell'influenza di John Adams, che era ancora commissario in Francia, Simpson venne rilasciato e sollevato dalle accuse di Jones. Adams stesso pensò che Jones con quell'atto avesse tentato di monopolizzare per sé la gloria della missione.
Non è chiaro cosa successe esattamente, ma certo è che la ciurma della nave si sentì alienata dal suo comandante. Jones credeva che le sue intenzioni fossero onorabili e che le sue azioni fossero risultate essenziali per gli scopi della rivoluzione americana. Senza riguardo per le controversie della sua missione, la cattura del Drake da parte del Ranger fu una delle più significative vittorie della Continental Navy durante la rivoluzione, ed ebbe un immenso valore simbolico, dimostrando che la Royal Navy non era invincibile. La vittoria del Ranger divenne un simbolo importante per lo spirito americano e fu tra gli atti che ispirarono gli statunitensi a stabilire una marina nazionale dopo la rivoluzione.

#### IlBonhomme Richard

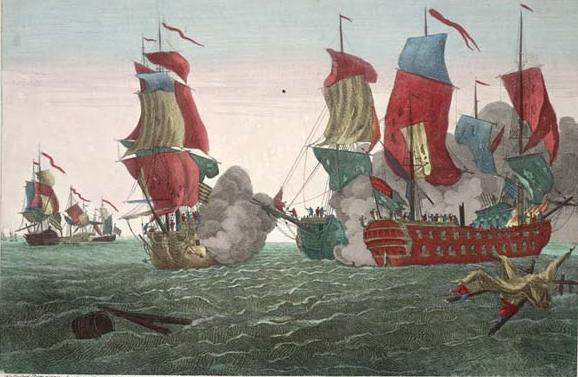
Stampa dal quadro Azione tra il "Serapis" ed il "Bonhomme Richard" di Richard Paton, pubblicata nel 1780

La "bandiera di John Paul Jones" venne iscritta nei registri olandesi per evitare a Jones l'accusa di pirateria quando catturò la Serapis che venne riportata battente "bandiera sconosciuta."

Nel 1779, il capitano Jones ottenne il comando della Bonhomme Richard (42 cannoni), una nave mercantile ricostruita, riadattata e concessa all'America da un magnate francese, Jacques-Donatien Le Ray. Il 14 agosto, una grande flotta da invasione spagnola e francese si avvicinò all'Inghilterra e costituì un diversivo puntando verso l'Irlanda con cinque navi: Alliance (36 cannoni), Pallas (32 cannoni), Vengeance (12 cannoni) e Le Cerf (12 cannoni), accompagnate da due imbarcazioni private, la Monsieur e la Granville. Quando lo squadrone era a pochi giorni da Groix, la Monsieur si separò dal gruppo per disaccordi tra il suo capitano e Jones. Molte navi da guerra della Royal Navy vennero inviate in Irlanda ad inseguire Jones, ma in questa occasione egli continuò il suo viaggio raggiungendo dapprima la Scozia e poi il Mare del Nord, contribuendo a creare panico lungo le coste inglesi presso l'estuario di Humber. Jones ebbe problemi di insubordinazione del suo equipaggio, ed in particolare di Pierre Landais, capitano della Alliance. Il 23 settembre 1779, lo squadrone incontrò un grande convoglio di navi mercantili lungo le coste di Flamborough Head, nello Yorkshire orientale. La fregata inglese HMS Serapis (50 cannoni) ed il vascello Countess of Scarborough (22 cannoni) si infrapposero tra il convoglio e lo squadrone di Jones, permettendo alle navi mercantili di fuggire in tutta sicurezza.
Poco dopo le 19.00 di quel giorno ebbe luogo la battaglia di Flamborough Head. La Serapis attaccò la Bonhomme Richard, e poco dopo la Alliance sparò, da considerevole distanza, sulla Countess. Riconoscendo ben presto che la vittoria non sarebbe stata possibile a suon di cannonate trovandosi in inferiorità, per giunta col vento contrario, Jones fece ogni sforzo per avvicinare la Bonhomme Richard alla Serapis (qui ebbe luogo la famosa citazione "Non ho ancora iniziato a combattere!" pronunciata da Jones quando il capitano della nave avversaria gli chiese di arrendersi), riuscendo infine dopo un'ora di combattimenti a far intervenire i propri marines sul ponte della nave nemica. L'Alliance si spostò sulla Serapis, causando però maggiori danni alla Bonhomme Richard più che alla nave avversaria, mentre la Countess of Scarborough iniziò uno scontro separato con la Pallas portandosi poi alla resa nelle mani degli americani, seriamente danneggiata.
La Bonhomme Richard era ormai sull'orlo del tracollo ed in più parti incendiata, con la bandiera completamente sfilacciata e ad un certo punto uno dei suoi ufficiali, credendo che Jones fosse morto, sparò la resa a salve, ed il comandante inglese chiese di ammainare la bandiera americana. Jones rispose tra la folla "Io sono determinato ad ammainare te!"
Mentre i soldati inglesi stavano per respingere i nemici sul ponte della Bonhomme Richard, una granata causò l'esplosione di gran parte della polvere da sparo conservata nella Serapis.

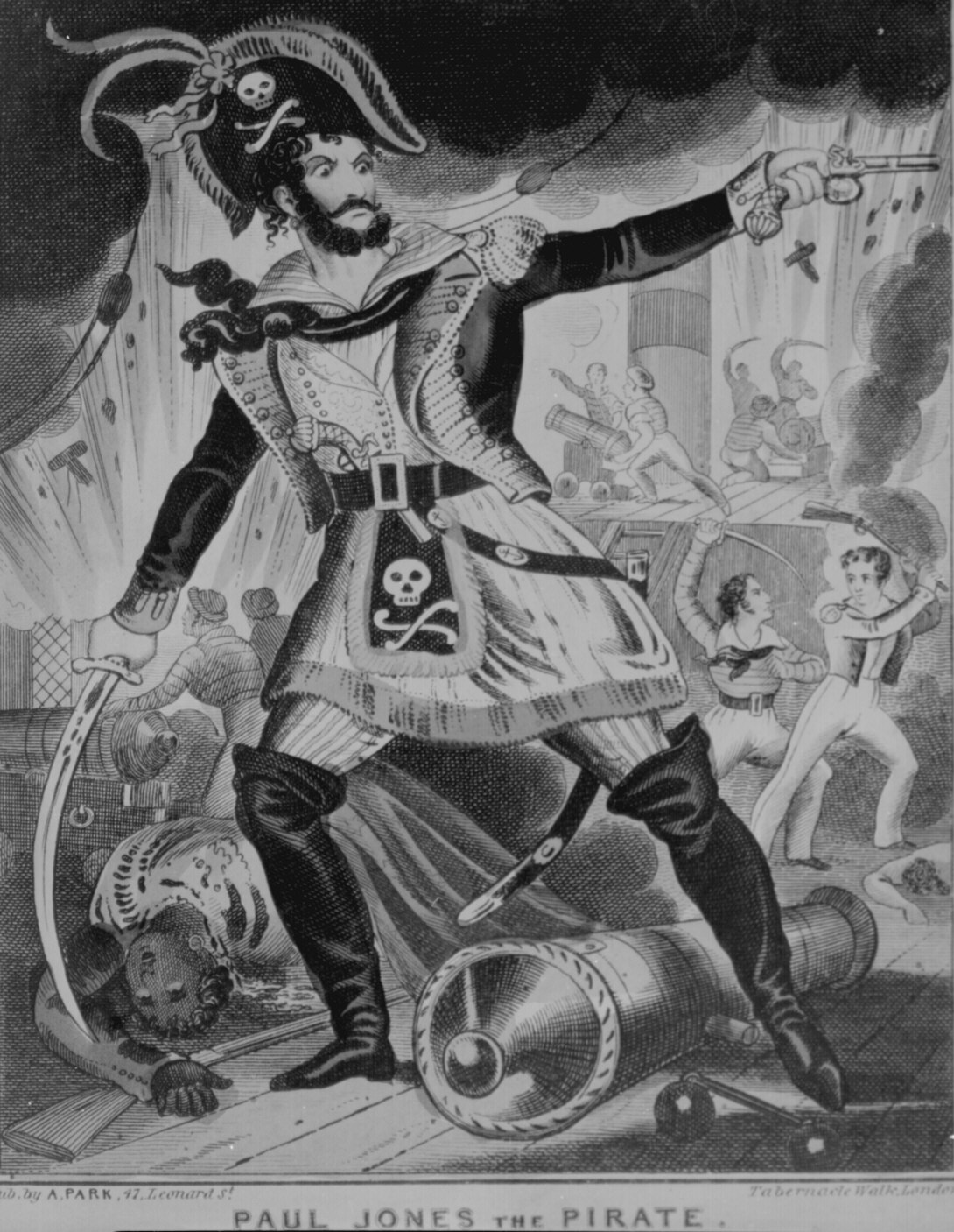
"Paul Jones il pirata", caricatura inglese

L'Alliance a questo punto tornò nel vivo dello scontro, sparando ancora contro la Serapis e questo ancora una volta portò più danni alla Bonhomme Richard anziché alla nave inglese, ma l'azione ebbe il pregio di far sembrare al capitano Pearson della Serapis la prosecuzione dello scontro come un inutile sfiancamento, e pertanto decise di arrendersi agli americani. Gran parte della ciurma del Bonhomme Richard's venne immediatamente trasferita su altri vascelli, e dopo un giorno e mezzo di frenetiche riparazioni, si stabilì che la nave non poteva essere salvata, e pertanto Jones assunse il comando della Serapis per un viaggio verso la neutrale Olanda (favorevole però agli americani).
Nell'anno successivo, il re di Francia concesse a Jones il titolo di cavaliere, onorificenza di cui si fece grande vanto anche una volta tornato negli Stati Uniti. Da Luigi XVI di Francia ricevette anche una spada in segno del coraggio dimostrato a favore della difesa degli ideali di liberalità della sua patria e di difesa della Francia. Per contrasto, in Inghilterra, egli venne denigrato come pirata.

### Al servizio dell'Impero russo
Nel giugno del 1782, Jones venne nominato comandante della America (74 cannoni), ma il suo comando decadde quando il Congresso decise di cedere l'America ai francesi in cambio della Le Magnifique. Rimasto senza impiego, nel 1788 Jones decise di porsi al servizio della zarina Caterina II di Russia che lo accettò nella propria marina. Jones prese il nome russo di Павел Джонз (Pavel Dzhons, Paul Jones).
Jones abbandonò quindi la causa americana e col grado di contrammiraglio sulla nave Vladimir (24 cannoni), egli prese parte alla campagna navale nel Liman (parte del Mar Nero, nella quale confluisce il fiume Dnepr) contro i turchi. Jones riuscì a respingere gli ottomani dall'area, ma gli intrighi del geloso principe russo Grigorij Aleksandrovič Potëmkin e del suo affiliato principe Carlo di Nassau-Siegen gli causarono un richiamo a San Pietroburgo col pretesto di venire assegnato ad un comando nel Mare del Nord che però non giunse mai. Nell'aprile del 1789 Jones venne arrestato ed accusato di stupro nei confronti della dodicenne Katerina Goltzwart. Ma il conte di Segur, ambasciatore francese alla corte russa (ed unico amico di Jones alla corte di Russia), condusse delle indagini personalmente e fu in grado di dimostrare a Potëmkin il fatto che la ragazzina non era stata stuprata e che Jones era stato accusato di proposito dal principe di Nassau-Siegen; Jones, comunque, accettò di ripagare la famiglia della presunta vittima con un piccolo pagamento per far tacere i malumori. In questo periodo Jones si distinse anche come scrittore, lavorando alla sua opera Narrazione della Campagna del Liman.
L'8 giugno 1788, Jones venne onorato della medaglia di cavaliere dell'Ordine di Sant'Anna.
Nel 1789 Jones giunse a Varsavia, in Polonia, ove incontrò un altro veterano della guerra rivoluzionaria americana, Tadeusz Kościuszko. Kościuszko gli consigliò di abbandonare il servizio presso la marina dell'autocratica Russia, e di prestare servizio presso un'altra potenza, suggerendogli la Svezia (che comunque alla fine si risolse a non assumere Jones al proprio servizio).

### Gli ultimi anni e la morte

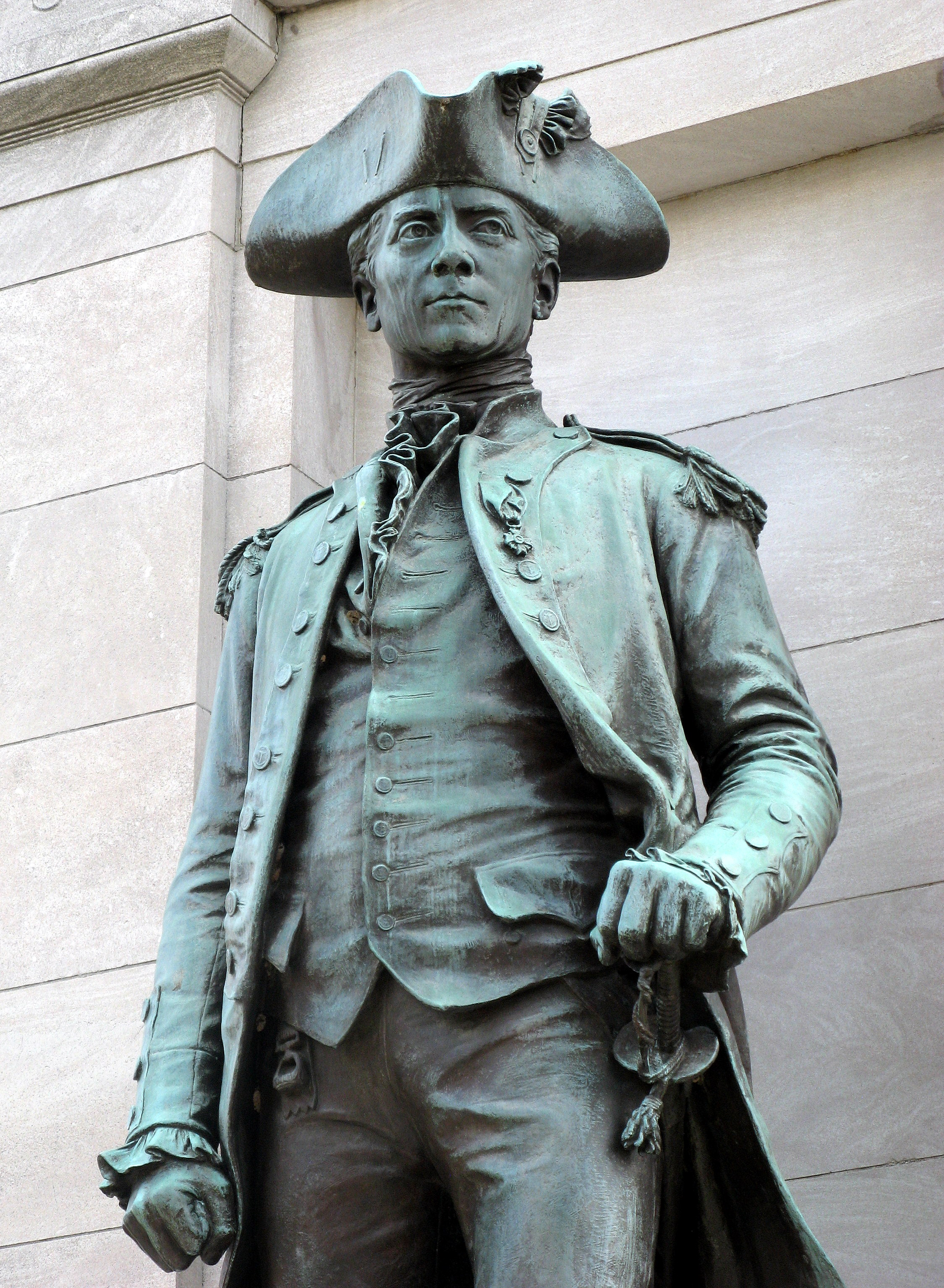
John Paul Jones Memorial a Washington

Nel maggio del 1790, Jones giunse a Parigi, ove rimase come residente per il resto della sua vita, anche se in diverse occasioni tentò di rientrare al servizio della marina russa.
Massone, fu membro della loggia parigina "Les Neuf Sœurs" del Grande Oriente di Francia.
Nel giugno del 1792, Jones venne nominato console statunitense per trattare col Dey di Algeri per il rilascio di alcuni prigionieri americani. Prima che fosse in grado di adempiere a questa missione, Jones morì di nefropatia tubulointerstiziale e venne ritrovato dalla cameriera a faccia in giù sul suo letto nell'appartamento al terzo piano del n. 19 di rue de Tournon, il 18 luglio 1792. Una piccola processione di servitori, amici e soldati leali accompagnò il corpo per sei chilometri sino al luogo della sepoltura.

## La mummia di John Paul Jones
John Paul Jones il giorno dopo la morte, avvenuta il 18 luglio 1792, venne sepolto nel Cimitero di Saint-Louis de Paris che apparteneva alla famiglia reale francese. Quattro anni dopo il governo rivoluzionario francese vendette la proprietà e il cimitero fu dimenticato.
Il 7 aprile 1905 degli operai che erano intenti a rimuovere grandi porzioni di terreno dove una volta esisteva il vecchio cimitero ritrovarono la bara di Jones. Essendo stato tumulato in una bara di piombo il suo corpo si era conservato mummificandosi naturalmente. Tale bara era stata predisposta da un suo ammiratore francese, Pierrot Francois Simmoneau, che aveva donato 460 franchi perché il corpo di Jones venisse preservato nell'alcol e poi interrato in una bara di piombo "nel caso in cui gli Stati Uniti avessero deciso di reclamare le sue spoglie, così da poter essere più facilmente identificato".
Il corpo di Jones venne identificato dall'ambasciatore statunitense in Francia, generale Horace Porter, che aveva cercato per sei anni invano il suo corpo sepolto ancora in terra straniera. In seguito alla riesumazione, il 24 aprile 1906 la salma giunse in America e venne poi sepolta nella cripta della cappella dell'United States Naval Academy che si trova nella città di Annapolis in America, in una tomba di marmo e bronzo a riprodurre gli elementi del mare che avevano per così lungo tempo contraddistinto la sua vita. Alla cerimonia prese parte anche il presidente statunitense Theodore Roosevelt, il quale tenne per l'occasione un discorso celebrativo dell'eroe della rivoluzione nazionale. In segno di grande rispetto e per la popolarità che egli si guadagnò per la causa della rivoluzione americana, il suo corpo è vegliato 24 ore su 24 dai marines.

## Filmografia
Nel 1959, il regista statunitense John Farrow dirige una biografia romanzata di John Paul Jones, Il grande capitano.

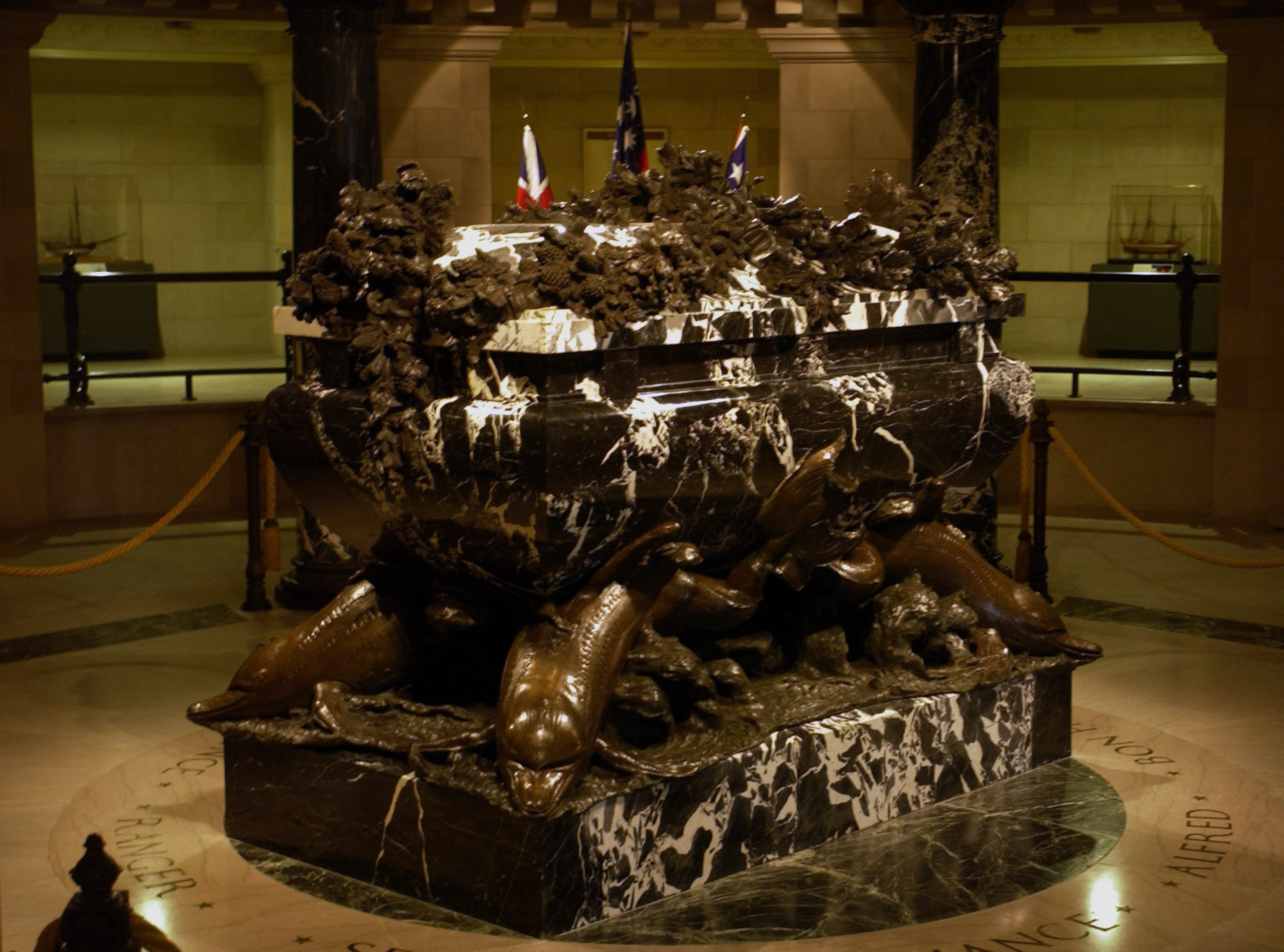
Il sarcofago attuale di John Paul Jones nella cappella della U.S. Naval Academy